# Основание (роман)
«Основание» (англ. Foundation; другие варианты перевода: «Установление», «Академия», «Фонд», «Основатели») — первая книга фантастической трилогии «Основание» Айзека Азимова (впоследствии трилогия была расширена двумя приквелами и двумя сиквелами). Роман представляет собой сборник из пяти рассказов (вместе образующих единый сюжет): четыре рассказа под разными названиями были первоначально опубликованы в журнале Astounding Science Fiction в 1942-44 годах, пятый рассказ (по времени описываемых событий предшествующий первым четырём) был добавлен уже после того, как четыре предыдущих рассказа вышли в форме отдельной книги, в 1951 г. под одной обложкой издательством Gnome Press.
Роман неоднократно переиздавался под различными названиями, в том числе под названием «Тысячелетний план» (англ. The 1,000-Year Plan) (издательство Ace Double). Остальные авторы также получили разрешение писать произведения по этой серии. Серия «Основание» часто считается одной из лучших работ Азимова, наряду с его серией о роботах.

## Описание сюжета

### Психоисторики
Впервые издано в составе книги в 1951 году.
Молодой математик Гааль Дорник прибывает на планету-город Трантор, столицу Галактической Империи, чтобы присоединиться к проекту великого учёного Хэри (Гэри) Селдона. Используя математические методы науки психоистории, с помощью которой можно достоверно предсказать судьбу и поведение человеческих масс, Селдон доказывает грядущее падение Трантора (вероятность — 92,5 % в течение 500 лет), за что получил прозвище Ворон-Селдон. Вскоре после встречи с ним Дорника арестовывает полиция по приказу Комиссии Общественной Безопасности, управляющей страной от имени малолетнего императора.
На допросе перед комиссией Селдон предсказывает упадок и полный крах существовавшей 12 тыс. лет Галактической Империи, после которого наступит 30-тысячелетний период варварства. Обвинитель высказывает предположение, что его пророчество уже сейчас становится причиной смут и беспорядков, обвиняет учёного в попытке провести переворот со стотысячной армией своих сторонников. Селдон объявляет истинную цель своей работы: минимизировать эффект от будущей катастрофы и сократить период межгалактической анархии до тысячи лет, сохранив все человеческие знания в Галактической энциклопедии. Вот как автор описывает мотив создания Галактической энциклопедии в романе:
Знания не могут принадлежать отдельному человеку, даже тысячам людей.
Оригинальный текст (англ.)The sum of human knowing is beyond any one man; any thousand men.
На следующем заседании председатель Комиссии Линь Чен предлагает Селдону и его сторонникам удалиться с Трантора на одну из окраинных планет, чтобы их работе не мешала столичная суета. Он выбирает мир Терминус на краю Галактики — бедную безлюдную планету, лишённую каких-либо природных ресурсов и назначает шестимесячный срок. Альтернатива — казнь Селдона и его сторонников. Селдон выбирает изгнание. Однако подготовка к переселению началась намного раньше: Селдон и его штаб тщательно проанализировали при помощи психоисторических уравнений личность Чена, а сам процесс стартовал в нужный для учёных момент. Сам Селдон остаётся доживать последние годы на Транторе.

### Энциклопедисты
Впервые опубликовано в Astounding Science Fiction в мае 1942 года под названием «Основание» («Foundation»).
Прошло 50 лет со времени переселения 100 000 сторонников Селдона на планету Терминус. Власть на планете находится в руках учёных Попечительского Совета Фонда Энциклопедистов, слепых и глухих ко всему, что выходит за её рамки. Тем временем, одна из областей Галактики, Периферия, откалывается от Империи, а наместники префектур Анакреон, Смирна, Коном и Дарибо провозглашают себя королями, лишив Терминус торговых путей к другим планетам. Прибывший на Терминус посол Анакреона (сильнейшего из королевств) лорд Родрик требует разрешения на основание военной базы и выплату дани — земельных наделов для анакреонской аристократии. В ходе беседы с послом мэр Терминуса Сальвор Хардин понимает, что королевства уже не производят ядерной энергии, и скорее всего перешли на уголь и нефть.
Попечительский Совет решает защитить Терминус обратиться за помощью к Императору. На Терминус прибывает посол Империи лорд Дорвин. Но в ходе визита тот отделывается лишь пустыми замечаниями, проговорившись о планирующемся введении в Империи запрета на применение ядерной энергии из-за ряда техногенных катастроф, причиной которых стал недостаток обученного персонала. После его визита король Анакреона выдвигает ультиматум, установив срок в неделю. На заседании Совета Хардин демонстрирует анализ договора Империи и Анакреона, по которому Император полностью признаёт и никак не ограничивает независимость бывшей префектуры и анализ выступлений лорда Дорвина, который за время пребывания на Терминусе умудрился не сказать ничего конкретного. Совет не может прийти к решению. Хардин вместе с Йоном Ли решают отстранить энциклопедистов от власти.
По приказу Селдона на Терминусе было установлено Хранилище, зал со стеклянным кубом, в котором через определённые промежутки времени, связанные с кризисом, появляются голографические записи Селдона. При первом появлении Селдон заявляет, что Академия Энциклопедистов — это обман и ширма, и раскрывает свой замысел: поселение на Терминусе и такое же, только на другом краю Галактики, должны стать ядром для образования Второй Империи, сократив период варварства до тысячи лет. По его словам, сейчас поселение на Терминусе переживает первый из кризисов, который необходимо преодолеть. В итоге, Совет признаёт свою неправоту и предлагает Хардину сотрудничество, но к этому времени его люди уже отстранили учёных от власти.

### Мэры
Впервые опубликовано в Astounding Science Fiction в июне 1942 года под названием «Узда и седло» («Bride and Saddle»).
С момента переселения прошло 80 лет. Хардин решил проблему, посетив других королей Периферии, предъявивших совместный ультиматум Анакреону. Королевство отказывается от оккупации Терминуса, чья атомная энергетика и технологии могут дать ультимативный перевес одному из новосозданных государственных образований. Несмотря на изоляцию от Империи, Терминус оказывает Четырём Королевствам научную помощь, облачённую в религиозный культ Галактического духа с Хэри Селдоном в качестве пророка. Культ позволил сформироваться в бывших префектурах абсолютистским монархиям с почитанием их правителей как полубогов, при этом научная основа доступна только членам Фонда, а священникам из Королевств преподаются лишь поверхностные знания.
Влиянию Хардина начинает угрожать Партия Действия во главе с членом Городского Совета Зефом Сермаком, требующая отказаться от политики пацифизма в отношении Королевств, усилившихся за 30 лет с помощью технологий Терминуса, и начать укреплять собственную военную мощь. Сторонники такой политики начинают завоёвывать популярность на планете.
Регент Анакреона Виенис, правящий от имени своего несовершеннолетнего племянника Леопольда I, решает захватить Терминус, чтобы с полным контролем над его технологиями и культом завоевать Периферию и всю Галактику. Для победы он решает использовать найденный в космосе имперский боевой корабль, существенно превосходящий нынешние боевые корабли, который Терминус должен в ближайшее время отремонтировать. Хардин перед отправкой судна в Анакреон (решение о чём с трудом прошло через парламент) приказывает оборудовать его рядом секретных устройств.
В столице Анакреона начинается подготовка к коронации Леопольда, незадолго до которой Виенис и начнёт атаку. Ради участия в церемонии на планету прибыл и Хардин, которого Виенис арестовывает. Но глава местной церкви Галактического Духа и посол Фонда Поль Верисов проклинает власти королевства, после чего по всей планете отключается электроэнергия, водоснабжение и отопление. Начинаются массовые беспорядки, а королевский дворец окружает толпа во главе с Верисовым, требующим прекратить войну и освободить Хардина. Главный жрец эскадры проклинает крейсер, после чего он погружается во тьму, а команда переходит на сторону Терминуса и выносит ультиматум королю Анакреона. Виенис приказывает охранникам убить Хардина, а после их отказа сам стреляет в мэра. Однако Хардин защищён энергетическим щитом. Отчаявшийся Виенис обращает оружие против себя.
Четыре Королевства подписывают с Терминусом договор о ненападении, а Хардин получает все бразды власти и народную поддержку. В своём следующем обращении Селдон предупреждает не быть беспечными и помнить, что Империя, хоть и ослабленная, всё ещё существует.

### Торговцы
Впервые опубликовано в Astounding Science Fiction в октябре 1944 года под названием «Клин» («The Wedge»).
С момента переселения прошло 135 лет. Терминус всё в большем объёме поставляет высокотехнологические товары, которые распространяют по Периферии торговцы, с помощью чего влияние Фонда всё более увеличивается. Торговец Лиммар Пониетс спешит на выручку торговцу и агенту Фонда Эскелю Горову, ожидающему казни на планете Аскон. На ней после избавления от власти Империи процветает культ предков, запрещающий использовать новые технологии.
В ходе встречи с Верховным Магистром Аскона Пониетс догадывается, что тот готов освободить торговца в обмен на золото. Пониетс изготавливает трансмутационный аппарат, аналог «философского камня», превращающего железо в золото. Интерес к Пониетсу проявляет фаворит правителя Ферл, решивший взять его в плен ради золота для победы на выборах Верховного Магистра. Однако Ферл попадает в ловушку торговца — в трасмиттер вмонтировано записывающее устройство. Пониетс добивается освобождения Горова и продаёт Ферлу все свои товары.

### Торговые короли
Впервые опубликовано в Astounding Science Fiction в августе 1944 года под названием «Большое и малое» («The Big and the Little»).
С момента переселения прошло 155 лет. За это время Четыре Королевства были присоединены к Фонду посредством Торговой Конвенции, в ходе которой больше всего пострадала местная элита. Фонд через религию и торговлю создаёт систему зависимых государств (примером которого стал Аскон: за торговцами пришли священники культа, после чего Верховный Магистр стал номинальной фигурой).
Три хорошо вооружённых торговых корабля Фонда пропали в республике Кореллия, чей правитель отказывается от сотрудничества даже в ущерб экономике. Подозревая измену, секретарь мэра Джоран Сатт отправляет на разведку торговца Хобера Мэллоу. Сам он вместе с секретарём по иностранным делам и главой церкви Галактического Духа Публисом Манлио не видят возможного наступления нового селдоновского кризиса, опасаясь возможных войн из-за существующей автономии торговцев и неиспользования религиозного давления. Сатт жаждет захватить под контроль сначала торговцев, а затем Церковь Галактического Духа. Он отправляет вместе с Мэллоу своего агента Джейма Твера.
Прибыв на Кореллию, Мэллоу выдаёт толпе укрывшегося на его корабле раненого миссионера Джорда Парму, чьё пребывание на планете по местным законам карается смертью. После этого он удостаивается аудиенции у Командора планеты Аспера Арго и демонстрирует ему образцы своих товаров, обещая неслыханные прибыли. Правитель соглашается проводить торговца на сталеобрабатывающий завод для возможного переоборудования, где у охраны правителя торговец видит атомные бластеры с эмблемой Империи. Мэллоу осознаёт, что спустя 155 лет Галактическая Империя всё ещё существует, и теперь может начать экспансию на Периферию через поставки оружия и боевых кораблей клиентскому государству, ставшими причиной гибели пропавших торговых кораблей.
Он передаёт результаты своего расследования члену Фонда и отправляется на планету Сивенна, бывшую столицу Норманнского сектора, где встречает бывшего патриция Онума Барра. За последние пятьдесят лет регион подвергся ряду восстаний местных вице-королей, при подавлении последнего имперский адмирал ради славы и добычи уничтожил почти всё население планеты (включая пятерых сыновей Барра), выступавшее против мятежного правителя. Победитель был назначен новым вице-королём сектора и теперь лелеет мечты сместить императора, а в случае провала — создать собственное государство в Периферии, для чего выдал дочь за правителя Кореллии и предоставил ему боевые корабли. Мэллоу удаётся ознакомиться с состоянием атомной промышленности, которое весьма плачевно: профессия технолога передаётся по наследству, а сами они не разбираются в устройстве своих гигантских автоматических машин.
Мэллоу отправляется на Терминус и продолжает успешную торговлю с Кореллией, за три года планета становится полностью зависимой от атомной энергетики. Сатт предлагает ему вместе с торговлей насаждать религию и после отказа Мэллоу возбуждает против него процесс, обвиняя торговца в выдаче толпе Джорда Пармы. На суде Мэллоу доказывает, что Парма был агентом кореллианской тайной полиции, а сам Сатт был соавтором провокации. На волне поддержки толпы Мэллоу становится мэром.
Кореллия начинает войну с Фондом с применением присланных вице-королём кораблей. Но Мэллоу отказывается давать сражения, против чего активно выступает Сатт, требующий вернуться к использованию религии во внешней политике. Но Мэллоу объясняет эту тактику нежеланием привлечь внимание имперского наместника, для которого эта война в Периферии не является ключевой заботой, и расчётом на недовольство народа и элит Кореллии последствиями торговой войной и отсутствием каких-либо военных побед. Мэллоу приказывает арестовать Сатта, требовавшего его уйти в добровольную отставку из-за провальной внешней политики под угрозой народного восстания. Спустя три года республика Кореллия капитулирует без каких-либо условий, политическое устройство Фонда движется в сторону плутократии.

## Критическое восприятие
Обозреватель Грофф Конклин заявил, что «Основание» — это книга для настоящего интеллектуального развлечения и приключения. Бушер и МакКомас, напротив, нашли роман «достаточным, но написанным и задуманным с безрадостной стороны».

## Планы по экранизации
28 июля 2008 г. было объявлено, что продюсеры Боб Шей и Майкл Линн напишут киносценарий по «Основанию» для своей недавно созданной компании Unique Features. В январе 2009 г. права на съёмку были проданы на аукционе компании Columbia Pictures, которая назначила режиссёром проекта Роланда Эммериха. В феврале 2010 г. было объявлено, что фильм будет снят в 3D.
23 августа 2018 года стало известно, что Apple заказала сериал по мотивам "Основания" Айзека Азимова. Продюсерами адаптации классического научно-фантастического произведения стали Дэвид Гойер («Бэтмен против Супермена: На заре справедливости») и Джош Фридман («Война миров»). Они же выступили соавторами сценариев эпизодов. Премьера состоялась 24 сентября 2021

## В филателии
В 1998 году почта Сан-Марино выпустила почтовую марку из серии «Научная фантастика» (итал. Fantascienza), посвящённую роману «Основание», на которой написано итальянское название романа — Cronache della Galassia (Mi #1790).